# Terry Ronald LaValley
Terry Ronald LaValley (Plattsburgh, 26 marzo 1956) è un vescovo cattolico statunitense, dal 23 febbraio 2010 vescovo di Ogdensburg.

## Biografia
Terry Ronald LaValley è nato a Plattsburgh, New York, il 26 marzo 1956 da Ronald e Doris LaValley. Da ragazzo frequentava la parrocchia di Sant'Anna.

### Formazione e ministero sacerdotale
Ha frequentato la Central School di Mooers e la Northeastern Clinton Central High School a Champlain. Dal 1977 al 1983 ha prestato servizio nella Marina militare degli Stati Uniti. Ha studiato per due anni all'Università statale di New York ad Albany ottenendo il Bachelor of Arts nel 1980.
Nel gennaio del 1983 è entrato al Wadhams Hall Seminary-College e nel maggio dell'anno successivo ha completato il programma pre-teologico conseguendo un certificato di studi in filosofia. Ha proseguito gli studi nel seminario "Cristo Re" di East Aurora e nel maggio del 1988 ha conseguito il Master of Divinity.
Il 27 febbraio 1988 è stato ordinato diacono. Il 24 settembre dello stesso anno è stato ordinato presbitero per la diocesi di Ogdensburg da monsignor Stanislaus Joseph Brzana. In seguito è stato vicario parrocchiale della parrocchia del Sacro Cuore a Massena, segretario associato del tribunale ecclesiastico diocesano e membro del consiglio presbiterale dal 1988 al 1992. Nel 1992 è stato inviato in Canada per studi. Nel maggio del 1994 ha conseguito la licenza in diritto canonico all'Università di San Paolo a Ottawa. Tornato in patria è stato amministratore parrocchiale della parrocchia di San Pietro a Hammond e vicario giudiziale aggiunto dal 1994 al 1998; promotore di giustizia, cancelliere vescovile e vicario per i servizi diocesani con residenza presso il Wadhams Hall Seminary-College fino alla nomina a parroco dal 1996 all'agosto del 2004; parroco della parrocchia di San Raffaele a Heuvelton dal gennaio del 1998 al giugno del 1999; amministratore parrocchiale della parrocchia di San Giacomo a Gouverneur dal giugno del 1999 al giugno 2000; di nuovo parroco della parrocchia di San Raffaele a Heuvelton dal giugno del 2000 al luglio del 2003; rettore della cattedrale di Santa Maria a Ogdensburg dal 2003; delegato del vescovo per attuare e sovrintendere al rispetto della Carta per la protezione dei bambini e dei giovani dall'agosto del 2004 e amministratore diocesano dal 28 maggio 2009.

### Ministero episcopale
Il 23 febbraio 2010 papa Benedetto XVI lo ha nominato vescovo di Ogdensburg. Ha ricevuto l'ordinazione episcopale il 30 aprile successivo nella cattedrale di Santa Maria a Ogdensburg dall'arcivescovo metropolita di New York Timothy Michael Dolan, co-consacranti il vescovo di Arlington Paul Stephen Loverde e quello di Syracuse Robert Joseph Cunningham. Durante la stessa celebrazione ha preso possesso della diocesi. È il primo nativo della diocesi di Ogdensburg a servire come suo vescovo dalla nomina di monsignor Joseph Henry Conroy nel 1921.
Nel novembre del 2011 e nel novembre del 2019 ha compiuto la visita ad limina.

## Genealogia episcopale
La genealogia episcopale è:
- Cardinale Scipione Rebiba
- Cardinale Giulio Antonio Santori
- Cardinale Girolamo Bernerio, O.P.
- Arcivescovo Galeazzo Sanvitale
- Cardinale Ludovico Ludovisi
- Cardinale Luigi Caetani
- Cardinale Ulderico Carpegna
- Cardinale Paluzzo Paluzzi Altieri degli Albertoni
- Papa Benedetto XIII
- Papa Benedetto XIV
- Papa Clemente XIII
- Cardinale Enrico Benedetto Stuart
- Papa Leone XII
- Cardinale Chiarissimo Falconieri Mellini
- Cardinale Camillo Di Pietro
- Cardinale Mieczysław Halka Ledóchowski
- Cardinale Jan Maurycy Paweł Puzyna de Kosielsko
- Arcivescovo Józef Bilczewski
- Arcivescovo Bolesław Twardowski
- Arcivescovo Eugeniusz Baziak
- Papa Giovanni Paolo II
- Cardinale Justin Francis Rigali
- Cardinale Timothy Michael Dolan
- Vescovo Terry Ronald LaValley

## Araldica
| Stemma | Titolare                                    | Descrizione |
|        | Terry Ronald LaValley Vescovo di Ogdensburg | Secondo la tradizione araldica ecclesiastica dei paesi anglosassoni, lo stemma del vescovo è impalato con quello della diocesi a simboleggiare la relazione tra l'uomo e l'ufficio che ricopre. Nella parte destra dello scudo (in araldica, destra e sinistra si scambiano dal punto di vista dell'osservatore poiché è consuetudine considerare la parte destra e sinistra dal punto di vista del soldato che teneva in mano il proprio scudo e lo descriveva dal suo punto di vista), troviamo rappresentato lo stemma della diocesi di Ogdensburg. Esso è composto da un campo azzurro seminato con foglie di quercia e caricato una torre di castello d'argento con una finestra a forma di croce bordonata. Questi simboli indicano il nome della città sede vescovile: "ogden", che deriva da "oakdene", è rappresentato dalle foglie di quercia, mentre "burg", è rappresentato dalla torre, un simbolo comune in araldica per indicare una fortezza o una città fortificata. Ogdensburg era il sito della missione francese della Presentazione fondata nel 1749 dal padre sulpiziano Francois Piquet per evangelizzare gli Irochesi. Dopo la fine della colonia della Nuova Francia, i britannici ristrutturarono Fort La Presentation e lo ribattezzarono Fort Oswegatchie. Lo mantennero fino al 1796. L'insediamento che crebbe intorno al forte fu poi intitolato a Samuel Ogden (1743-1798), un avvocato del New Jersey che aveva acquistato dei terreni lì. Questo rende le foglie di quercia presenti sullo stemma ancora più appropriate perché la famiglia Ogden recava proprio questo elemento nel suo stemma. Durante la prima parte della guerra del 1812, Ogdensburg fu un sito importante sulla linea di difesa americana e il 22 febbraio 1813 sia il forte che il villaggio furono catturati e in parte distrutti dagli inglesi. Il villaggio incorporato come Ogdensburgh nel 1817, venne istituito come città di Ogdensburg nel 1868 e divenne sede vescovile nel 1872. Nella parte sinistra dello scudo vi è lo stemma di monsignor LaValley. Esso è diviso in quattro quarti. Nel primo quarto vi sono una mezzaluna e un giglio azzurri su campo argento. La mezzaluna onora la Beata Vergine Maria nel suo titolo di Immacolata Concezione, patrona degli Stati Uniti e della diocesi di Ogdensburg. Il giglio, rende omaggio alle origini francesi del vescovo e onora la Beata Vergine come "giglio tra le spine". Nel secondo quarto vi è un fascio di spighe oro su campo azzurro. Esso ricorda le radici famigliari del vescovo e l'eucarestia, pane di vita, cibo per il viaggio. Nel terzo quarto vi è un'ancora oro su campo azzurro. Essa ricorda il servizio che il vescovo ha reso alla nazione come marinaio prima di entrare in seminario. Essa è anche simbolo di speranza e indica la profonda devozione del vescovo per Maria, madre dei sacerdoti, Nostra Signora della Speranza. Nell'ultimo quarto vi sono tre stelle argento disposte diagonalmente su campo azzurro. Esse sono tratte dallo stemma della famiglia LaValley. Come motto ha scelto l'espressione "Follow me". In questa frase, che si trova in tutti e quattro i Vangeli, sentiamo l'invito di Gesù ai suoi apostoli e discepoli a seguirlo. Usando questa frase, monsignor LaValley esprime la sua ferma convinzione che siamo tutti compagni di un viaggio di fede. Prega che la sua guida come pastore della diocesi di Ogdensburg fornisca una guida sicura e compassionevole al Regno per tutto il santo popolo di Dio affidato alle sue cure. Lo stemma è completato con gli ornamenti esterni che sono una croce processionale episcopale d'oro, posta dietro allo scudo e che si estende sopra e sotto lo stesso e un cappello ecclesiastico chiamato galero, con sei nappe in tre file su entrambi i lati dello scudo. Queste sono le insegne araldiche di un prelato del grado di vescovo come da disposizione della Santa Sede del 31 marzo 1969. |